# Альбрехт-Станіслав Радзивілл
Князь Альбрехт-Станіслав Радзивілл (чи Альберт Станісла́в Радзивілл, лит. Albertas Stanislovas Radvila; 1 липня 1592, Олика — 12 листопада 1656, Гданьськ) — державний, військовий і політичний діяч Великого князівства Литовського, історик. Представник княжого роду Радзивіллів гербу Труби. III-й ординат на Олиці.

## Біографія
Народився в Олиці (тепер селище Волинської області) в сім'ї князя, великого литовського маршалка, І-го ордината на Олиці Радзивілла Станіслава та його дружини Маріанни Мишчанки. Молодший брат другого ордината Олики Миколая Криштофа Радзивілла. Рано став сиротою, його опікуном був стрийко Миколай-Криштоф Радзивілл (Сирітка).
Уперше заявивши про себе як земський посол на сеймі 1613 року, він невдовзі став луцьким старостою. 1617 року був пов'язаний з двором Сігізмунда III, король сприяв його кар'єрі. В 1619 — посол Волинського воєводства на сейм. З 23 лютого 1619 — підканцлер литовський за сприяння королеви Констанції, з 1623 — великий канцлер литовський. У 1618–1622 був луцьким старостою.
На рубежі 1630-40-х років досить часто відвідував Броди — маєток свого друга та свояка Станіслава Конецпольського. 1647 року на сеймі захищав кузина-кальвініста Януша Радзивілла, що не дозволило розпочати проти останнього судовий процес.
Власник значних земельних маєтків на Волині. Був фундатором костелу-колегіати в Олиці, єзуїтської колегії в Пінську.

Автор «Мемуарів» латинською мовою, що охоплюють період історії Польщі 1632-1656, що розпочав під впливом смерті короля Сигізмунда III. Він уважав за обов’язок розповісти нащадкам про «побожну кончину» свого володаря, котрого звела зі світу не так хвороба, як туга за дружиною Констанцією. Зокрема, причиною повстання вважав «значну кількість наших злих вчинків та утиски бідних», У них є відомості про події національно-визвольної війни українського народу під проводом Б.Хмельницького 1648-57. А.-С. Радзивілл відзначав всенародний характер війни в Україні, змушений був визнати героїзм армії українських козаків. Також казав: 
Козаки і чернь здійснили нечувані злочини, бо нечувані були наші гріхи.
Цей латиномовний твір побачив світ через триста років. Проте уже наприкінці XVII ст. постали його рукописні копії й навіть перший польський переклад, автором якого тривалий час уважався праонук Миколая Христофора Сирітки – Єронім Флоріан Радзивілл. Нині ж дослідники схиляються до думки, що польськомовну версію підготував перший біограф Альберта Станіслава Радзивілла – Станіслав Казимир Токарський, олицький староста, а згодом пінський підсудок.
Помер в Ґданьську, був похований у крипті колегіати Святої Трійці в Олиці (у 1636 р. було приготовано гробівці для нього та першої дружини). У 1946 р. його рештки були поховані у спільній могилі на католицькому цвинтарі Олики.

## Родина
Перша дружина — Реґіна Айзенрайх (шлюб 1619 року, померла 6 квітня 1637 р. в Олиці, була похована в Олицькій колегіаті), придворна, вдова брест-куявського воєводи Міхала Дзялиньського; друга — донька руського воєводи Станіслава Любомирського Кристина Анна (*1618 — †16/17 березня 1667, Пінськ; шлюб 1638 р.). Дітей не мав.